# Marco Fabián
Marco Jhonfai Fabián de la Mora (* 21. Juli 1989 in Guadalajara, Jalisco) ist ein mexikanischer Fußballspieler. Der offensive Mittelfeldspieler steht beim heimischen Mazatlán FC unter Vertrag und ist ehemaliger mexikanischer Nationalspieler.

## Familie
Fabiáns Vater ist der ehemalige Fußballspieler Marco Antonio Fabián Vázquez (* 1964).

## Karriere

### Vereine
Sein Debüt in der mexikanischen Primera División gab Fabián am 10. November 2007 in einem Heimspiel seiner Mannschaft gegen die Jaguares de Chiapas, das die Gastgeber mit 5:4 zu ihren Gunsten entschieden. In der Folgezeit kam er vereinzelt zu Einsätzen und schaffte schließlich den Sprung in die Stammelf. Seither absolvierte er zahlreiche Spiele in der mexikanischen Liga, der Copa Libertadores und der Copa Sudamericana.
Für das komplette Kalenderjahr 2014 wurde Fabián an CD Cruz Azul ausgeliehen. Mit sieben Treffern in 13 regulären Ligaspielen trug er in der Clausura 2014 zum Erreichen des ersten Tabellenplatzes in der regulären Saison bei. In den anschließenden Liguillas scheiterte er mit seiner Mannschaft am späteren Meister Club León.

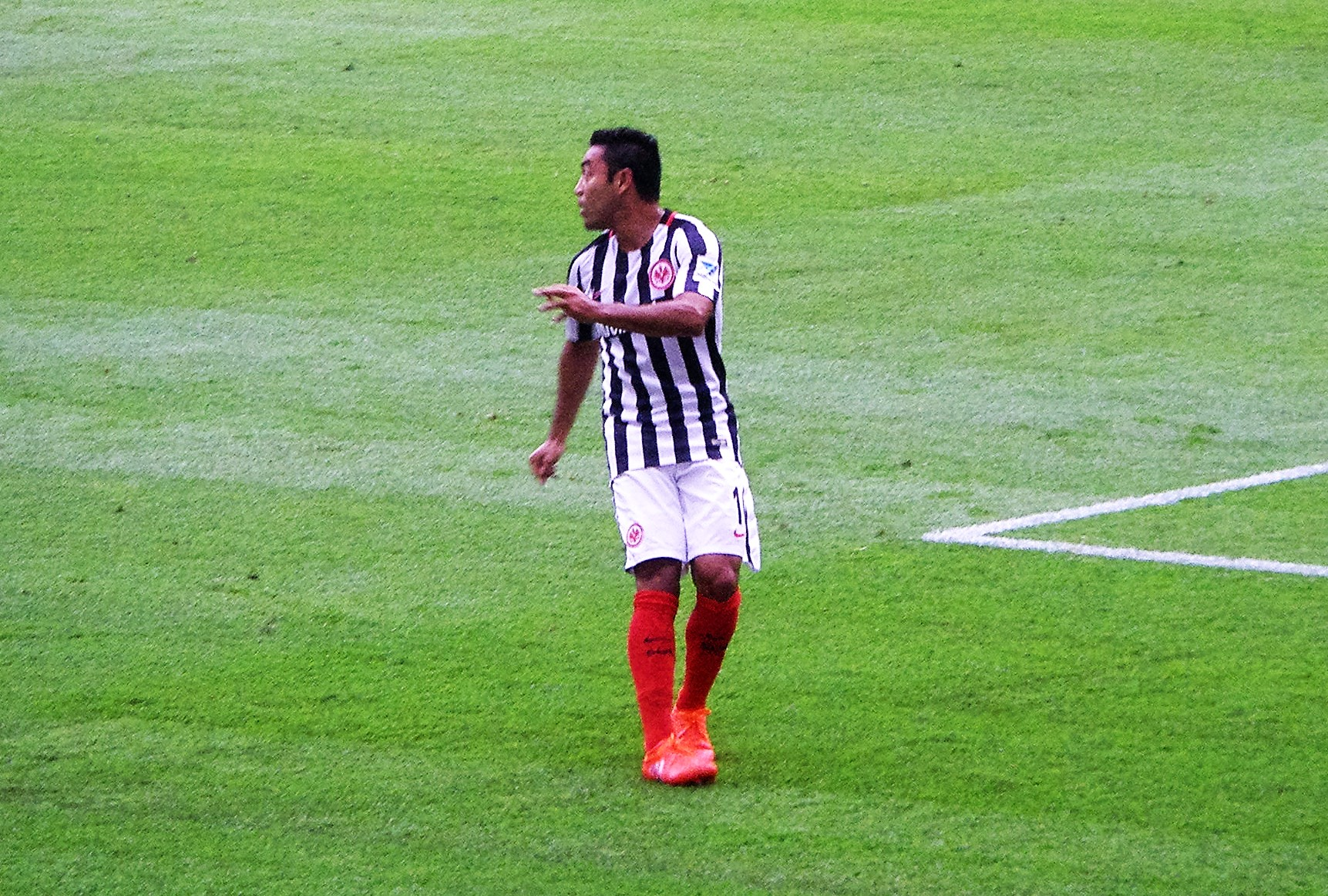
Marco Fabián im Spiel gegen Bayer 04 Leverkusen am 17. September 2016, in dem er zum „Spieler des Spiels“ gewählt wurde.

Am 1. Januar 2016 wechselte Fabián zum deutschen Bundesligisten Eintracht Frankfurt. Er unterschrieb einen Vertrag mit einer Laufzeit bis zum 30. Juni 2019. Am 24. Januar 2016 debütierte er im Heimspiel gegen den VfL Wolfsburg in der Bundesliga und bereitete das Tor zum 3:2-Endstand durch Alex Meier vor. Sein erstes Tor erzielte Fabián am 17. September 2016 zum 2:1-Heimsieg gegen Bayer 04 Leverkusen. Im Mai 2018 gewann er mit der Eintracht nach einem 3:1-Finalsieg gegen den FC Bayern München den DFB-Pokal. Gemeinsam mit seinem Mannschaftskameraden Carlos Salcedo war Fabián der erste mexikanische DFB-Pokalsieger. Im August 2018 wurde Fabián vom neuen Trainer Adi Hütter mit sechs weiteren Spielern aus dem Kader gestrichen und in eine separate Trainingsgruppe versetzt. Seine Rückennummer 10 wurde an den Neuzugang Filip Kostić vergeben; Fabián erhielt stattdessen die 38. Ein Wechsel zu Fenerbahçe Istanbul scheiterte Ende August. Anfang September 2018 wurde Fabián gemeinsam mit den übrigen vier Spielern, die bis zum Ende der Transferperiode keinen neuen Verein gefunden hatten, wieder in das Mannschaftstraining integriert. Jedoch wurde er nicht für die UEFA Europa League gemeldet. Im darauffolgenden Bundesligaspiel stand Fabián mit der Rückennummer 7, die in der Zwischenzeit durch den Abgang von Danny Blum freigeworden war, in der Startelf.
Im Februar 2019 wechselte Fabián zu Philadelphia Union in die Major League Soccer. Er erzielte für das Franchise acht Tore in 25 Spielen und gelangte mit ihm bis ins Halbfinale des MLS-Cups. Im Anschluss verließ er den Verein. Anfang Februar 2020 schloss sich der Mexikaner dem von Xavi trainierten katarischen Erstligisten al-Sadd SC an. Dort spielte er allerdings nur sechs Monate, ehe Fabián sich dem heimischen FC Juárez anschloss. Im Januar 2022 ging er dann von dort weiter zum Ligarivalen Mazatlán FC.

### Nationalmannschaft
Fabián wurde für den CONCACAF Gold Cup 2011 nachnominiert und gewann mit Mexiko das Turnier, ohne eingesetzt worden zu sein. Am 25. Januar 2012 kam er beim 3:1 gegen Venezuela zu seinem ersten Einsatz für die A-Nationalmannschaft.
Im Sommer 2012 nahm er mit der Olympiamannschaft an den Olympischen Spielen in London teil, bei denen Mexiko zum ersten Mal die Goldmedaille gewann. Er wurde in allen sechs Spielen eingesetzt und erzielte im Halbfinale gegen Japan das Tor zum 1:1 (Endstand 3:1). Für Mexiko war dies die einzige Goldmedaille in London.
Bei der Weltmeisterschaft 2014 trug Fabián mit Einsätzen in allen drei Spielen der Gruppe A zu Mexikos Einzug ins Achtelfinale bei.
Fabián nahm ebenfalls am FIFA Confederations Cup 2017 in Russland teil, wobei sein Tor zum zwischenzeitlichen 3:1 im Halbfinale gegen Deutschland (Endstand 4:1 für Deutschland) zum Tor des Turniers gewählt wurde.

## Erfolge
Eintracht Frankfurt
- DFB-Pokal-Sieger: 2018
  - Finalist: 2017

 Nationalmannschaft 
- CONCACAF-Gold-Cup-Sieger: 2011
- Goldmedaille bei den Olympischen Spielen: 2012